# Sillegny
Sillegny – miejscowość i gmina we Francji, w departamencie Mozela, w regionie Lotaryngia. Kościół Świętego Marcina z XV wieku. Według danych na rok 2009 gminę zamieszkiwało 458 osób.